# Fraser's Magazine for Town and Country
Il Fraser's Magazine for Town and Country nacque come rivista intorno al 1830, per mano di Hugh Fraser e William Maginn.
Il magazine tenne una linea politica a sostegno del partito Tory (antenato del moderno Partito Conservatore del Regno Unito). Ebbe tra i redattori personaggi letterari di spicco come Robert Southey, Thomas Carlyle, William Makepeace Thackeray, James Hogg e John Stuart Mill.
Le pubblicazioni vennero sospese nel 1882.